# Unțeni
Unțeni – wieś w Rumunii, w okręgu Botoszany, w gminie Unțeni. W 2011 roku liczyła 1128 mieszkańców.